# Женская сборная Германии по баскетболу 3×3
Женская сборная Германии по баскетболу 3×3 представляет Германию на международных соревнованиях по баскетболу 3×3. Управляющим органом является Федерация баскетбола Германии (нем. Deutscher Basketball Bund, DBB). Команда является чемпионами летних Олимпийских игр 2024.
По состоянию на 6 сентября 2024, женская сборная Германии по баскетболу 3×3 занимает 5-е место в мировом рейтинге ФИБА женских сборных по баскетболу 3×3.

## Результаты выступлений
| Турнир                             | Золото | Серебро | Бронза | Всего |
| ---------------------------------- | ------ | ------- | ------ | ----- |
| Олимпийские игры                   | 1      | 0       | 0      | 1     |
| Чемпионат мира по баскетболу 3×3   | —      | —       | —      | —     |
| Чемпионат Европы по баскетболу 3x3 | 0      | 1       | 0      | 1     |
| Европейские игры                   | —      | —       | —      | —     |
| Итого                              | 1      | 1       | 0      | 2     |

### Летние Олимпийские игры
| Год        | Место          | Игры           | Победы         | Поражения      | Состав команды                                                |
| ---------- | -------------- | -------------- | -------------- | -------------- | ------------------------------------------------------------- |
| 2020       | не участвовали | не участвовали | не участвовали | не участвовали | не участвовали                                                |
| Париж 2024 | 1              | 9              | 8              | 1              | Свенья Брункхорст, Соня Грайнахер, Элиза Мевиус, Мари Райхерт |

### Чемпионат мира по баскетболу 3x3
| Год            | Место          | Игры           | Победы         | Поражения      | Состав команды                                                     |
| -------------- | -------------- | -------------- | -------------- | -------------- | ------------------------------------------------------------------ |
| Афины 2012     | 13             | 8              | 5              | 3              | Charlotte Hoere, Franziska Hoere, Janina Thurau, Julia Schindler   |
| Москва 2014    | 8              | 7              | 4              | 3              | Anni Danckert, Jezabel Ohanian, Alexandra Shaw, Magdalena von Geyr |
| 2016           | не участвовали | не участвовали | не участвовали | не участвовали | не участвовали                                                     |
| Нант 2017      | 12             | 4              | 2              | 2              | Kristin Annawald, Wiebke Bruns, Mary Ann Mihalyi, Lara Müller      |
| Bocaue 2018    | 15             | 4              | 1              | 3              | Wiebke Bruns, Lara Müller, Luana Rodefeld, Laura Zdravevska        |
| 2019           | не участвовали | не участвовали | не участвовали | не участвовали | не участвовали                                                     |
| Антверпен 2022 | 9              | 5              | 2              | 3              | Свенья Брункхорст, Leonie Fiebich, Соня Грайнахер, Luana Rodefeld  |
| Вена 2023      | 5              | 6              | 4              | 2              | Свенья Брункхорст, Соня Грайнахер, Мари Райхерт, Luana Rodefeld    |

### Чемпионат Европы по баскетболу 3x3
| Год            | Место          | Игры           | Победы         | Поражения      | Состав команды                                                      |
| -------------- | -------------- | -------------- | -------------- | -------------- | ------------------------------------------------------------------- |
| 2014—2019      | не участвовали | не участвовали | не участвовали | не участвовали | не участвовали                                                      |
| Париж 2021     | 2              | 5              | 3              | 2              | Свенья Брункхорст, Соня Грайнахер, Katharina Müller, Luana Rodefeld |
| Грац 2022      | 5              | 3              | 2              | 1              | Свенья Брункхорст, Ama Degbeon, Соня Грайнахер, Luana Rodefeld      |
| Иерусалим 2023 | 8              | 3              | 1              | 2              | Jenny Crowder, Ama Degbeon, Соня Грайнахер, Theresa Simon           |
| Вена 2024      | 5              | 3              | 1              | 2              | Ama Degbeon, Amelie Kröner, Elisa Mevius, Victoria Poros            |

### Европейские игры
| Год         | Место          | Игры           | Победы         | Поражения      | Состав команды                                                |
| ----------- | -------------- | -------------- | -------------- | -------------- | ------------------------------------------------------------- |
| 2015        | не участвовали | не участвовали | не участвовали | не участвовали | не участвовали                                                |
| Минск 2019  | 4              | 6              | 4              | 2              | Свенья Брункхорст, Ama Degbeon, Соня Грайнахер, Satou Sabally |
| Краков 2023 | 13             | 3              | 1              | 2              | Emma Eichmeyer, Victoria Poros, Мари Райхерт, Luana Rodefeld  |